# David Premack
David Premack (ur. 26 października 1925 w Aberdeen, zm. 11 czerwca 2015 w Santa Barbara) – amerykański psycholog poznawczy i filozof (pozytywizm logiczny), prymatolog związany z Uniwersytetem Missouri, Uniwersytetem Kalifornijskim w Santa Barbara, Uniwersytetem Pensylwanii, twórca zasady, dotyczącej wzmacniania zachowań mniej prawdopodobnych przez bardziej prawdopodobne (zasada Premacka), powszechnie stosowanego pojęcia „teoria umysłu” oraz propozycji sposobu komunikacji z innymi naczelnymi, która stała się inspiracją dla twórców języka yerkish.
Liczne badania wykonał wspólnie z żoną, Ann James Premack, współautorką wielu publikacji.

## Życiorys
Studiował na Uniwersytecie Minnesoty, w którym rozwijały się wówczas intensywnie nowatorskie badania na pograniczu filozofii i psychologii, które prowadzili m.in. Herbert Feigl, Wilfrid Sellars, Paul E. Meehl, Stanley Schachter, Leon Festinger (zob. Koło Wiedeńskie, pozytywizm logiczny, psychologia społeczna i in.). W 1943 roku uzyskał stopień B.A. z magna cum laude.
Po wybuchu II wojny światowej i przystąpieniu Stanów Zjednoczonych do koalicji antyhitlerowskiej David Premack musiał przerwać studia. W latach 1943–1946 służył w United States Army.
Po zakończeniu wojny otrzymał kolejne stopnie naukowe w latach:
- 1951 – M.A., psychologia eksperymentalna i statystyka
- 1955 – Ph.D., psychologia eksperymentalna i filozofia (pozytywizm logiczny)

W następnych latach pracował naukowo na stanowiskach:
- 1953–1954 – instruktora w Uniwersytecie Minnesoty
- 1955–1964 – asystenta naukowego w Yerkes Laboratories of Primate Biology[4][5][6] (Orange Park) Uniwersytetu Yale (obecnie Uniwersytetu Emory’ego) oraz profesora nadzwyczajnego naukowego w Uniwersytecie Missouri (Columbia)
- 1964 – wizytującego profesora nadzwyczajnego na Uniwersytecie Kalifornijskim w Los Angeles
- 1965–1975 – profesora Uniwersytetu Kalifornijskiego w Santa Barbara
- 1970–1971 – profesora wizytującego w Uniwersytecie Harvarda (Cambridge, Massachusetts)
- 1975–1990 – profesora Uniwersytetu Pensylwanii

Po odejściu na emeryturę z Penn w 1990 objął stanowisko Visiting Scientist w Centre de recherche en épistémologie appliquée, CREA (École polytechnique, Paryż). Wspólnie z żoną badał procesy poznawcze dzieci. Po powrocie do Stanów Zjednoczonych zamieszkali w okolicy Santa Barbara.

## Tematyka badań naukowych

### Zasada Premacka

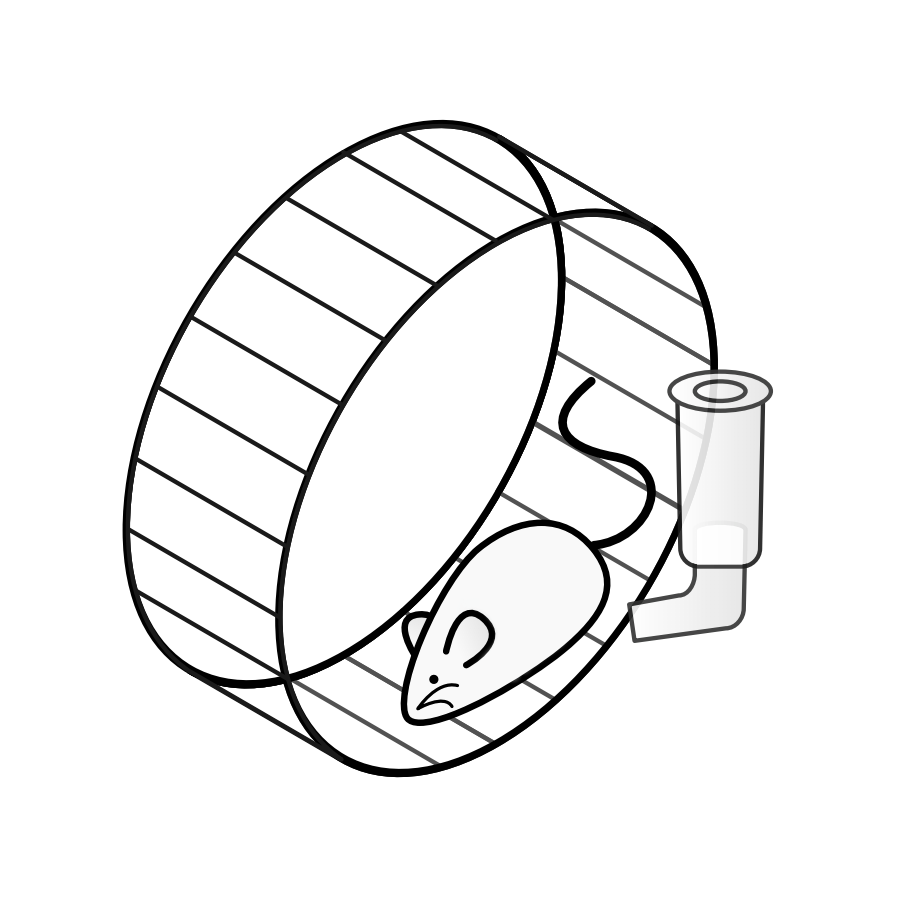
Badano m.in. zależność dziennego spożycia pokarmu przez szczury doświadczalne od możliwości korzystania z ulubionego kołowrotka–karuzeli

Liczne doświadczenia D. Premacka były wykonane w University of Missouri zgodnie z behawiorystycznymi zasadami B.F. Skinnera. Analizował teorię wzmocnień, wykonując badania zmian zachowań dzieci i zwierząt doświadczalnych (zob. eksperymentalna analiza zachowania, wzmocnienie pozytywne i negatywne, warunkowanie instrumentalne i in.). Pierwsze wyniki zostały opublikowane prawdopodobnie w 1959 roku (artykuł pt. Toward empirical behavior laws. I. positive reinforcement). Starannie zaplanowane i wielokrotnie powtarzane doświadczenia z udziałem dzieci i małp Cebus pozwoliły wykazać, że wzmacniającą określone zachowanie nagrodą – bodźcem warunkowym wywołującym odruch bezwarunkowy (naturalna reakcja na bodziec bezwarunkowy) – może być inne zachowanie. Wzmacnianie jest tym silniejsze, im częściej to zachowanie jest wykonywane jako spontaniczne. W przypadku doświadczeń ze szczurami określano np. zależność między dziennym spożyciem pokarmu i możliwością lubianego biegania (dostępem do kołowrotka-karuzeli).
W wersji uproszczonej morał z zasady Premacka jest wyrażany w formie:

Przyjemność przed wykonaniem zadania czyni zadanie karą, przyjemność po wykonaniu zadania czyni je czynnością zyskowną.

Jeżeli za „przywilej” zostanie uznany deser po obiedzie, to komunikat zgodny z zasadą Premacka może brzmieć: „Deser dostaną ci, którzy zjedli minimum obiadu”. Nie jest wskazane informowanie: „Kto nie zje minimum obiadu nie dostanie deseru”. Analogiczne przykłady zastosowania zasady Premacka są publikowane np. na stronach poświęconych szkoleniu psów i in.

### Teoria umysłu

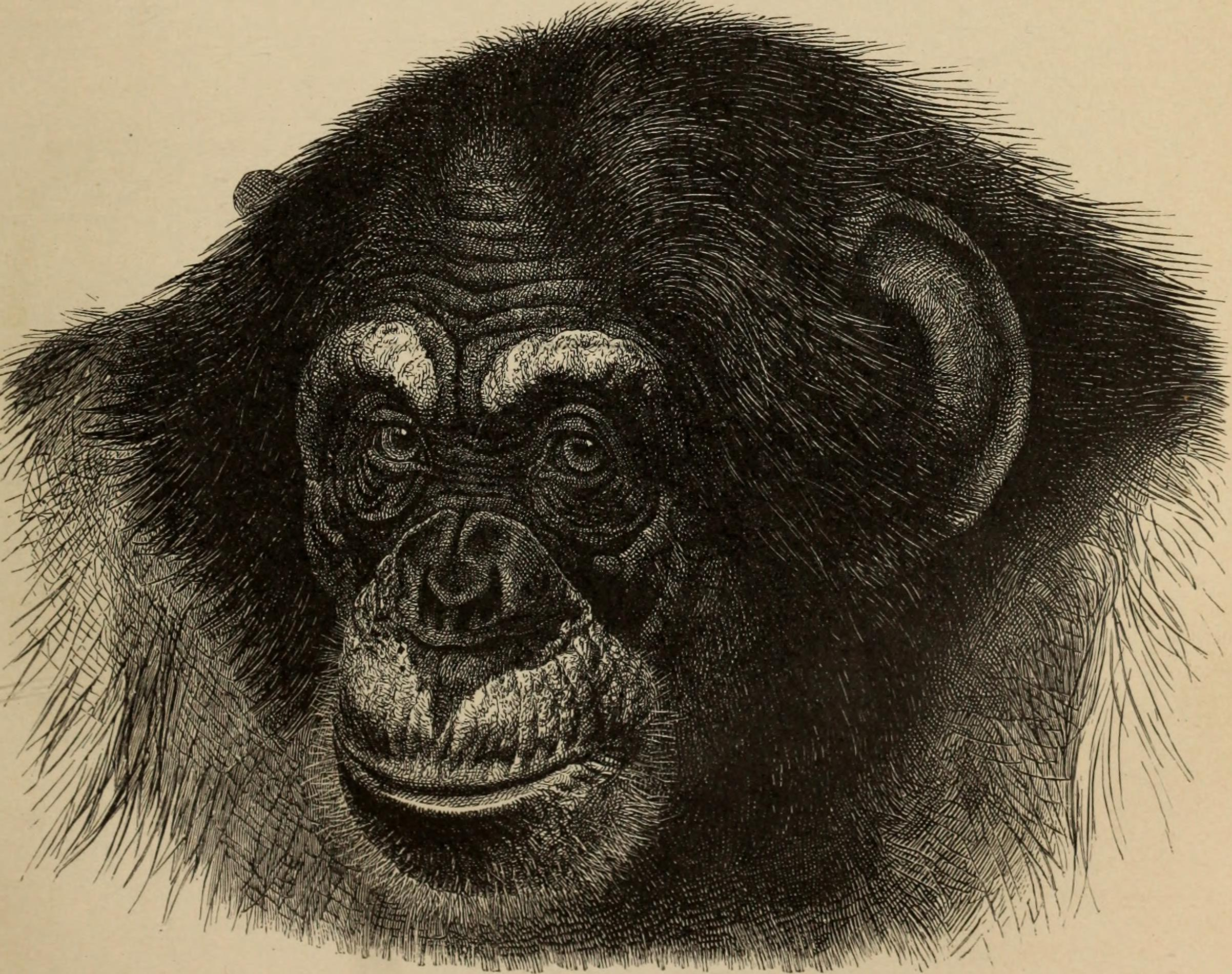
Szympans – ilustracja z Meyers Konversations-Lexikon (1890)

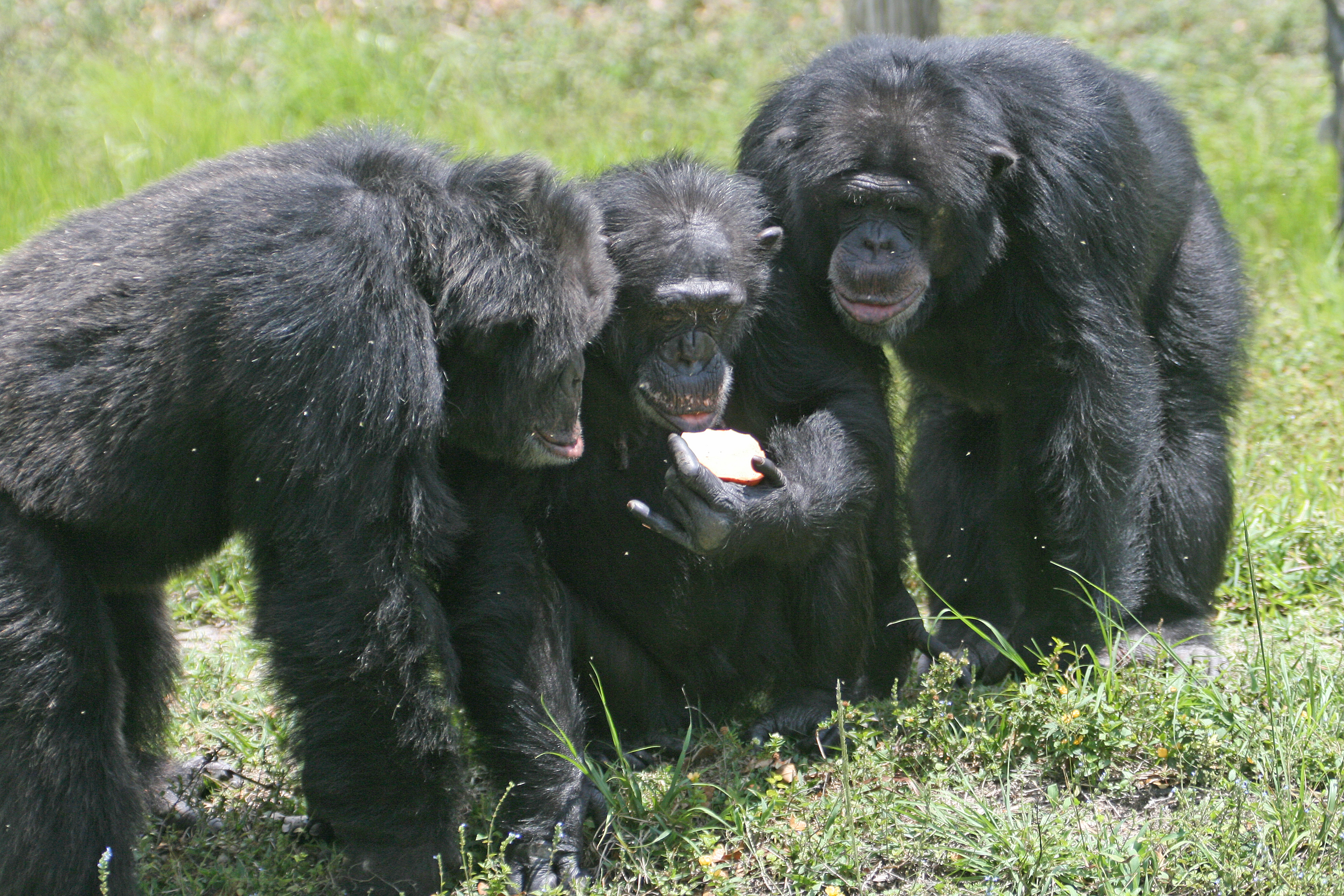
Szympans zwyczajny – przykład zwierzęcia, które wiedzie życie społeczne, wymagające wzajemnego zrozumienia

Przetwarzanie w mózgach człowieka i zwierząt informacji odbieranych dzięki zmysłom, umożliwiających poznawanie otoczenia, interesowało już starożytnych filozofów. Dzięki postępowi nauk przyrodniczych, pojawiło się wiele specjalistycznych dziedzin, tj. neurologia, psychofizyka, neuropsychologia i in., jednak dotychczas nie znaleziono ostatecznej odpowiedzi na pytania o mechanizmy procesów porozumiewania się ludzi i zwierząt (komunikacja niewerbalna i werbalna między ludźmi, zoosemiotyka itp.).
David Premack należał do dużego grona naukowców badających niektóre ze złożonych procesów, umożliwiających człowiekowi introspekcję oraz wnioskowanie o stanie umysłu innych ludzi i zwierząt. Opisując w 1978 roku wyniki badań zachowań szympansów, po raz pierwszy użył pojęcia „teoria umysłu” (artykuł Premacka i Woodruffa Does the Chimpanzee Have a Theory of Mind? opublikowany w czasopiśmie „Behavioral and Brain Sciences”, które zyskało ogromną popularność. W kolejnych latach zmieniały się metody badań „teorii umysłu” oraz znaczenie tego pojęcia.
W pierwszych doświadczeniach Premacka i Woodruffa (1978) szympansica o imieniu Sarah oglądała filmowe scenki, przedstawiające człowieka rozwiązującego pewien problem (np. wydostanie się z zamkniętej klatki, zdobycie owoców leżących poza zasięgiem rąk). W drugim etapie doświadczenia pokazywano jej dwa zdjęcia – przedmiotu niemającego związku z sytuacją filmowanego człowieka i przedmiotu potencjalnie użytecznego w tej sytuacji. Sarah wskazała drugie z wymienionych zdjęć w 21. z 24. oglądanych sytuacji. Według Premacka i Woodruffa było to dowodem, że szympansica „rozumiała” motywy działań człowieka w określonych sytuacjach i wskazywała przedmiot, który mógłby mu pomóc osiągnąć jego cel.
Związany z Yerkes National Primate Research Center holendersko-amerykański prymatolog i etolog Frans de Waal zaproponował modyfikację eksperymentu – zaprezentowanie szympansicy filmów, których aktorami byłyby inne szympansy. W takich warunkach testy wyraźniej potwierdziły istnienie „teorii umysłu” („teorii umysłu szympansa” bardziej rozwiniętej od „teorii umysłu człowieka”). De Waal zwrócił też uwagę, że określenie „teoria” jest zdecydowanie zbyt „mózgowe”, „odcieleśnione” (zob. poznanie ucieleśnione) – preferował określenie „przyjmowanie perspektywy innych”, które zwykle nie jest efektem rozumowania, lecz naturalnych emocji (zob. też nastrój), zapewniających empatyczne więzi np. w wielopokoleniowych stadach naczelnych (niewerbalna komunikacja szympansów przewyższa ludzką).
Według D. Dennetta (1978) wynik eksperymentów Premacków z Sarah nie był jednoznacznym potwierdzeniem istnienia u szympansów teorii umysłu – wybór zdjęć przez szympansicę mógł być związany z jej własnymi doświadczeniami w podobnych sytuacjach, a nie z odczytywaniem przez nią pragnień, intencji i wiedzy oglądanego człowieka.
Popularność konstruktu nazwanego „teorią umysłu” (Theory of Mind, ToM) wzrosła po rozszerzeniu zakresu badań i wykazaniu, że ToM może być odnoszona również do ludzi; pomaga np. wyjaśniać przypadłości spektrum autystycznego i schizofrenii lub analizować mechanizmy rozwoju dziecka (zob. Simon Baron-Cohen, Alan Leslie, Uta Frith, Chris Frith i in.). Testy, które były stosowane w czasie badań, nieustannie doskonalono.

### Język symboliczny szympansów

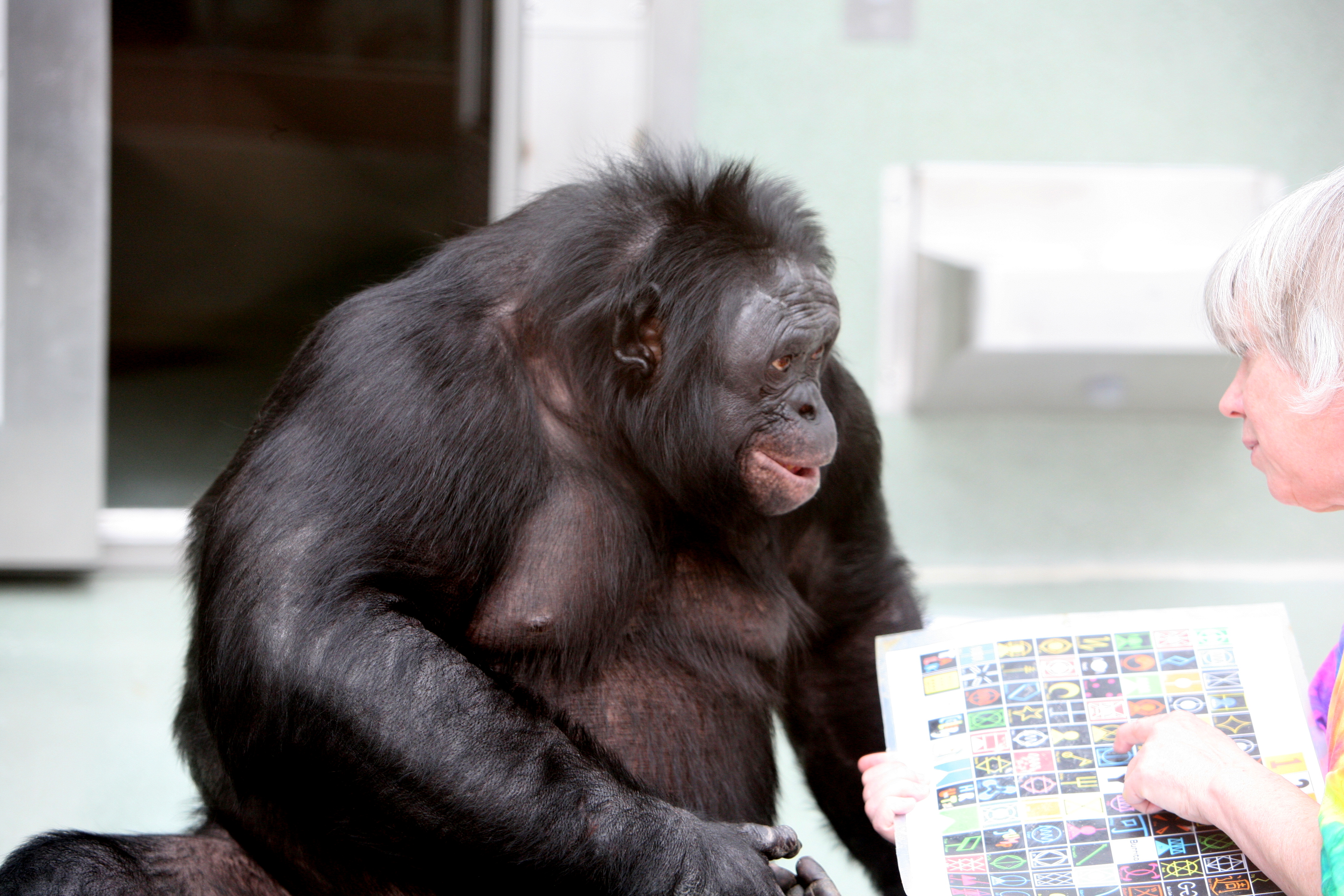
„Rozmowa” Bonobo Kanzi z S. Savage-Rumbaugh

Już w pierwszej połowie XVIII wieku Julien Offray de La Mettrie, francuski lekarz i filozof-naturalista, zwracał uwagę na umiejętności i inteligencję małp człekokształtnych, naśladujących wiele ludzkich znaków. Wyrażał przekonanie, że odpowiednie wyszkolenie tych zwierząt może doprowadzić do opanowania mowy i języka. Spełnienie oczekiwań XVIII-wiecznego lekarza uniemożliwiła istotna różnica dotycząca budowy narządu i sposobu artykulacji głosu. Ta różnica i związane z nią zmiany neuroanatomiczne w dużym ludzkim mózgu ułatwiły gatunkowi Homo sapiens dominację w ziemskiej biosferze.
Ewolucja mowy (zob. elementy języka i jego cele) doprowadziła do powstania wielu systemów językowych, zmiennych z upływem czasu, a w następstwie do pojawienia się wątpliwości dotyczących znaczenia pojęć, symboli, znaków itp. (zob. Wieża Babel, języki świata, gwary, językoznawstwo: pragmatyka, semantyka, syntaktyka). Wierne tłumaczenie tekstu na inne języki jest często bardzo trudne lub niemożliwe, np. z powodu nieznajomości kontekstu lub intencji autora, żyjącego w nieznanej kulturze (zob. np. sukces tłumaczenia).
Próby stworzenia systemu językowego, umożliwiającego werbalną komunikację człowieka z innymi naczelnymi, są podejmowane od wielu dziesięcioleci.
W pierwszej połowie XX wieku komunikację niewerbalną próbowano wzbogacić wykorzystując język migowy American Sign Language (ASL) (m.in. R.A. Gardner i B.T. Gardner – szympans Washoe, Herbert S. Terrace – szympans Nim Chimpsky).
W latach 50. D. Premack z żoną Ann (Chinką z pochodzenia) opracowali graficzne symbole, wzorowane na znakach pisma chińskiego. Stosowali kolorowe różnokształtne plastikowe żetony, odpowiadające różnym słowom języka angielskiego (znaczenie ustalali arbitralnie). W eksperymencie początkowo brała udział m.in. Sarah, która nauczyła się posługiwać ok. 130. symbolami (nie potwierdzono układania zdań). Nie korzystała z nich z własnej inicjatywy, np. do informowania o swoich życzeniach. Przez półtora roku w badaniach uczestniczył japoński prymatolog, Tetsuro Matsuzawa, z Uniwersytetu Kiotyjskiego (współcześnie bardzo popularny jako odkrywca niezwykłych zdolności szympansów do rozpoznawania cyfr i szybkiego zapamiętywania ich rozmieszczenia na dotykowym monitorze).
Wyniki uzyskane przez Premacków (szympans Sarah) z użyciem żetonów były mniej obiecujące od uzyskanych z użyciem ASL (szympans Washoe), jednak symbole graficzne wzbudziły zainteresowanie. Wkrótce zostały zastosowane w innych laboratoriach (są stosowane m.in. komputery z leksygramami na klawiaturze i na monitorach dotykowych). Na początku lat 70. stworzono język yerkish.
W pierwszej połowie lat 60. David Premack zaprojektował, wspólnie z Arthurem Schwartzem, techniczne urządzenie emitujące modulowany dźwięk – sprawne manipulowanie dżojstikiem pozwalało na jego sztuczną artykulację. Urządzenie przewidziano do badań możliwości korzystania przez szympansy ze sztucznego języka o strukturze opartej na modelu Romana Jakobsona i gramatyce ze strukturą frazową. Dżojstik mechanizmu artykulacyjnego poruszał się jednocześnie w kilku wymiarach, co zapewniało kontrolowanie różnych cech dźwięku (częstotliwość, amplituda, czas trwania, vibrato, szum). System zyskał miano „genialnego”, jednak prawdopodobnie nie został wykorzystany w praktyce (w części publikacji można spotkać wyjaśnienie, że z kontynuacji badań zrezygnowano z powodu niezdolności małp do powtarzania zbyt złożonych sekwencji ruchów).
Wykonane przez Premacków porównania zdolności szympansów i dzieci, m.in. do używania języka symbolicznego, dostarczyły wielu informacji o rozwoju inteligencji w czasie antropogenezy i w różnych okresach ontogenezy (badano dzieci w różnym wieku, włącznie z niemowlętami w okresie głużenia i gaworzenia). W pracy Original Intelligence: Unlocking the Mystery of who We are Premackowie przedstawili m.in. dowody na istnienie „modułów” lub „wrodzonych intuicji”, np. występowanie intuicji dot. działania prawa grawitacji, rozumienia analogii, wrażliwości muzycznej itp. Opisali też psychologiczne, społeczne i etyczne implikacje swoich odkryć (m.in. propozycje zmian metod edukacji).

#### Kontekst (badania języka)
Nazywaniu systemów komunikacji z małpami językiem sprzeciwia się Noam Chomsky, będący autorytetem w dziedzinie psycholingwistyki, języków programowania, lingwistyki komputerowej. Zdefiniował on język jako nieskończony zbiór zdań, generowanych za pomocą skończonej liczby reguł i słów. Stwierdził, że tak zdefiniowanym językiem może posługiwać się wyłącznie człowiek. „Ludzka zdolność językowa” (en. faculty of language, FL) występuje dzięki wrodzonemu modułowi akwizycji języka (LAD) – genetycznie określonemu składnikowi ludzkiego mózgu). Opinie zbliżone do koncepcji Chomsky’ego wyrażał m.in. Steven Pinker (The Language Instinct: How the Mind Creates Language).
Inaczej objaśniał język Ludwig Wittgenstein – „ojciec chrzestny” pozytywizmu logicznego. Twierdził, że język jest techniką – sposobem komunikacji. Dzięki tej technice patrząc na kontekst poznajemy znaczenie słów (jego filozofię wyraża aforyzm: „Nie pytaj o znaczenie, pytaj o użycie”).
Przeciwnikami gramatyki generatywnej Chomsky’ego są przedstawiciele lingwistyki kognitywnej – George Lakoff, Ronald Langacker, Mark Johnson i inni. W świetle kognitywistyki (zob. kognitywistyka symboliczna) język jest systemem metafor; systemem wzajemnie powiązanych analogii jest też cały system pojęciowy człowieka, związany ze sposobami myślenia i działania (zob. np. systemy normatywne).
W szerokim interdyscyplinarnym obszarze badań ludzkiego języka mieszczą się również problemy komunikacji szympansów (m.in. doświadczalne prace Sue Savage-Rumbaugh i współpracowników). Jedno z opracowań zostało w 2011 roku opublikowane w zbiorze zatytułowanym Homo symbolicus. The dawn of language, imagination and spirituality. Prezentuje wysiłki archeologów, etologów zainteresowanych poznaniem u naczelnych i przekazem kulturowym, psychologów ewolucyjnych, biologów, filozofów, neurologów i astronoma, wspólnie tworzących podstawy nowej wizji rozwoju kulturowego, prowadzącego od pierwszych zachowanych symboli do społeczeństw ludzkich (zob. kultura symboliczna).
Nie oznacza to zgodności w sprawie celowości badań w dziedzinie „języka symbolicznego małp”. Frans de Waal w książce Bystre zwierzę (2017) nazwanej „manifestem nowego antropomorfizmu” napisał m.in.:

Rozdz. 4. „Mów do mnie”: …badania nad „gadającymi małpami” okryły się ostatnio złą reputacją i nie są inicjowane żadne nowe projekty tego typu. […] …uważam, że człowiek jest jedynym gatunkiem faktycznie posługującym się językiem. Tak naprawdę nie ma dowodów na występowanie komunikacji symbolicznej tak bogatej i o tak szerokiej funkcjonalności jak nasza u gatunków innych niż nasz.

Zobacz też: język człowiekowatych

## Publikacje
Na stronie internetowej University of Pennsylvania School of Arts and Sciences zamieszczono tytuły czterech opublikowanych książek:
- Premack, D., Intelligence in ape and man, N.J. Hillsdale, L. Erlbaum Assoc., New York 1976[5]
- D. Premack, A.J. Premack, The mind of an ape(inne języki), Norton, New York 1983 (pierwsze wydanie)
- D. Premack, Gavagai! or the future history of the animal language controversy, MIT Press, Cambridge, Mass. 1986
- D. Premack, A.J. Premack, Original intelligence: unlocking the mystery of who we are., McGraw-Hill, New York 2003

oraz wykaz 102 wybranych artykułów naukowych D. Premacka (autorstwo i współautorstwo). Udostępniono również teksty esejów:
- Why Humans are Unique: Three Theories. Perspectives on Psychological Science
- When Chimpanzees Say BOW WOW… Dogs Will Learn Words
- Turning Animals Into Humans: Culture
- Three Factors That Make the Human the World’s Only Teacher
- Sameness Versus Difference: From Physical Similarity to Analogy
- Reward and Punishment versus Freedom
- Hunter-Gatherer
- Foundations of Morality in the Infant

Współautorką licznych publikacji Davida Premacka była jego żona, Ann James Premack

## Wyróżnienia, uhonorowanie
Był członkiem licznych stowarzyszeń i organizacji naukowych, m.in.:
- 1953–1954 – Ford Foundation Fellow, University of Minnesota
- 1973–1974 – Fellow, Center for Advanced Study in the Behavioral Sciences, w Stanford, w Kalifornii, w USA
- 1963 – Fellow, American Association for the Advancement of Science
- 1975 – Member, Society of Experimental Psychologists
- 1978–1979 – John Simon Guggenheim Fellow
- 1979 – Visiting Scientist Program of Japan
- 1980 – Fellow, Van Leer Jerusalem Foundation
- 1983–1984 – Fellow, Institute of Advanced Thought, Berlin
- 1989–1997 – Member, Scientific Board, Fyssen Foundation, Paryż
- 1990 – Associate, Neurosciences Research Program, La Jolla, w Kalifornii, w USA

Został uhonorowany przyznaniem m.in.:
- 1973 – Memorial Lecture, Uniwersytet Kiotyjski, w Japonii
- 1987 – Kenneth Craik Research Award, St. John’s College, Uniwersytet w Cambridge
- 1988 – Fyssen Foundation International Research Prize, Paryż
- 1989 – Wilder Pennfield Memorial Lecture, Montreal Neurological Institute, w Kanadzie
- 1991 – College de France, Lectures and Medal, Paryż
- 1995 – Wolfgang Kohler Memorial Lecture, Dartmouth College, w miejscowości Hanover, w stanie Vermont, w USA
- 1996 – George Miller McDonnell Lecture, Cognitive Neuroscience Society, w San Franciso
- 2005 – William James Fellow Award, Association for Psychological Science (wcześniej American Psychological Society)[7]

David Premack został pochowany z honorami wojskowymi na cmentarzu Narodowym w miejscowości Riverside w stanie Kalifornia.
Wspomniany powyżej Tetsuro Matsuzawa (Uniwersytet Kiotyjski) powiedział w czasie wywiadu, udzielonego po śmierci D. Premacka („Tygodnik Powszechny”, czerwiec 2015):

Moje szympansy korzystały z nowoczesnych na tamte czasy komputerów. Premack eksperymentował z plastikowymi żetonami. Ale wiele się od niego nauczyłem, był bardzo drobiazgowy, miał niezwykle naukowe podejście. Był bez wątpienia geniuszem i moim mentorem.

## Życie rodzinne
Był żonaty z Ann James Premack, Chinką z pochodzenia, swoją wieloletnią współpracowniczką. Mieli troje dzieci.